# Kota Kinabalu

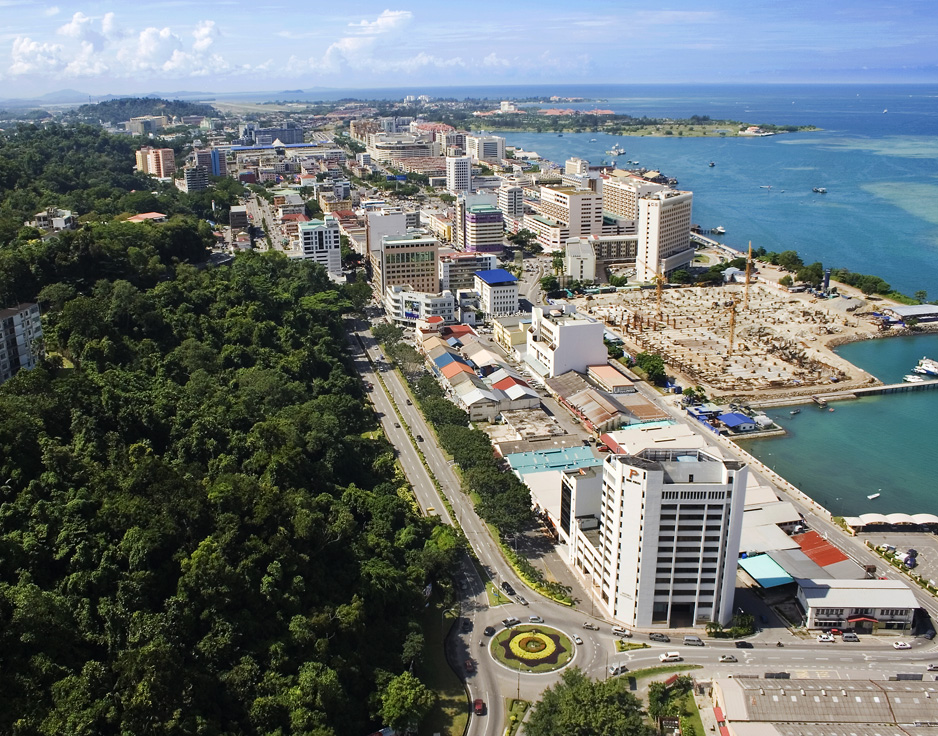
Kota Kinabalu.

Kota Kinabalu är huvudstad i delstaten Sabah i Malaysia. Den är belägen på Borneos nordkust och hade 457 000 invånare år 2009, på en yta av 351 kvadratkilometer. Staden hette Jesselton fram till den 30 september 1968, och erhöll fulla stadsrättigheter den 2 februari 2000.